# Hera Hjartardóttir
Hera (née le 1er avril 1983 à Reykjavik) est une auteur-compositeur-interprète et guitariste islando-néo-zélandaise habitant Christchurch (Nouvelle-Zélande). Elle divise son temps entre la Nouvelle-Zélande et des concerts en Europe. En 2002 elle a été nommée meilleure chanteuse aux Icelandic Music Awards.
Elle se fait peindre le visage avec des symboles lors de ses concerts. Elle dit que c'est « inspiré par le moko et par la peinture corporale des guerriers Celtes. » Cet art représente ses origines islandaises et néo-zélandaises. Les symboles représentent des aspects de sa vie et de sa famille, quoiqu'elle a choisi de voiler leur signification exacte.

## Biographie
Hera est née à Reykjavik (Islande) mais sa famille déménage à Christchurch (Nouvelle-Zélande) quand elle a 13 ans. Elle commence à apprendre la guitare classique à l'âge de 8 ans, puis la guitare jazz après qu'un voisin lui apprend à jouer Garota de Ipanema. Elle commence à écrire ses propres chansons une fois qu'elle apprend à jouer la guitare et chanter en même temps. À l'âge de 16 ans, elle sort son premier album, Homemade, ainsi nommé parce qu'il est enregistré à la maison.
Deux ans plus tard, elle produit son second album indépendant, Not So Sweet. L'une des chansons, Itchy Palms, est choisie pour la bande sonore du film islandais Hafið (The Sea). La chanson lui valut deux nominations aux Icelandic Music Awards de 2002. Elle gagne le prix de meilleure chanteuse, prix uniquement gagné par Björk ou Emilíana Torrini dans les dix années de l'existence des prix.
La chanson Makebelieve de son troisième album, Not Your Type!, est finaliste de la USA Songwriting Competition 2002, et devient la troisième chanson la plus fréquemment jouée à la radio nationale islandaise en 2003. Cet album, et les suivants, ont été produits par le label islandais Sena.
En 2003, elle sort son quatrième album, son premier en islandais : Hafið þennan dag. Depuis, elle donne des concerts en Islande et en Europe en général et a été première partie pour des artistes tels que Nick Cave et Joe Cocker.
Son cinquième album, Don't Play This, est sorti en 2005. Elle joue au Glastonbury Music Festival la même année. En 2007 elle fait ses premiers concerts aux États-Unis.
Elle sort son premier album live en 2008, Live at AL's, enregistré le 16 mai 2008 à Al's Bar, à Christchurch. En juin de la même année, elle entame son tour de l'Europe avec un autre passage par Glastonbury.

## Discographie

### En studio
- Homemade (1999)
- Not So Sweet (2001)
- Not Your Type! (2002)
- Hafið þennan dag (2003) (disque d'or en Islande en 2005)
- Don't Play This (2005)

### Live
- Live At AL's (2008)

### Singles
- Talað við gluggann (2003 - Islande)
- I Wanna Run (Live) (2004 - Islande)
- Feathers In A Bag (2005 - Islande)
- Feels So Good (2007 - Islande)

### Compilations
- Ljósalagið (2003)
- Íslensk ástarljóð (2003)
- Stóra stundin okkar (2004)
- Svona er sumarið 2005 (2005)
- Svona er sumarið 2006 (2006)
- Bubbi Morthens - 06.06.06 (2006)
- Pældu í því sem pælandi er í (2006)
- Óskalögin 10 (2006)
- Ballöður (2007)
- Ýmsir - 100 íslensk barnalög (2007)